# Суханов, Сергей Алексеевич
Серге́й Алексе́евич Суха́нов (1 октября 1867—1915, Санкт-Петербург) — русский психиатр, доктор медицины, ученик С. С. Корсакова. Основоположник учения о патологических характерах, а также один из основателей «Журнала невропатологии и психиатрии имени С. С. Корсакова». Впервые описал форму шизофрении, манифестирующей на фоне алкогольного психоза, впоследствии получившей название шизофрения Гретера.

## Биография
Сергей Алексеевич Суханов родился 1 октября 1867 года в семье священника.
В 1885 году окончил с серебряной медалью Иркутскую гимназию, после чего поступил на медицинский факультет Московского университета, который окончил с отличием в 1891 году.
В 1891 году С. А. Суханов начал работать врачом во временном приюте для душевнобольных на даче Ноева. В 1892 году был принят сверхштатным ординатором в Психиатрическую клинику Московского университета, а в 1893 году был утверждён штатным ординатором этой же клиники. С 1895 года работал сверхштатным ассистентом Психиатрической клиники Московского университета. В 1898 году С. А. Суханов прошёл профессиональные стажировки в клиниках Германии.
В 1899 году С. А. Суханов защищает докторскую диссертацию — «Материалы к вопросу о четкообразном состоянии протоплазматических отростков нервных клеток мозговой коры», после чего, по ходатайству С. С. Корсакова, был избран приват-доцентом Московского университета, в котором работал до 1907 года. С 1900 года читал для студентов медицинского факультета курс лекций по семиотике и диагностике душевных болезней, с 1907 года — курс лекций по патологической психологии.
В 1907 году С. А. Суханов становится приват-доцентом Санкт-Петербургского университета и старшим врачом больницы «Всех скорбящих». С 1909 года читал курс патологической психологии в Петербургском университете и клинические лекции в больнице «Всех скорбящих» и на Бестужевских курсах. С 1913 года читал курс судебной психопатологии.
Сергей Алексеевич Суханов скончался в 1915 году в возрасте 47 лет.

## Научная деятельность
Сергей Алексеевич Суханов исследовал ряд проблем пограничной психиатрии (циклотимии, психастении, неврастении). Дал первое в России описание циклотимии, которую оценивал в качестве варианта маниакально-депрессивного психоза.
С. А. Суханов одним из первых российских психиатров поддержал идеи Э. Крепелина и нозологическое направление в психиатрии. Уделил большое внимание исследованию характеров. Обосновал необходимость отличия физиологического старения от патологических изменений, сопровождаемых психическими расстройствами. Сформулировал концепцию инволюционного психоза и дал его развёрнутую классификацию.
С. А. Сухановым было выделено четыре типа патологических характеров: психастенический, истерический, резонирующий и эпилептический. Считал, что между утяжелённой нормой характера и смягчённой формой психоза существую не границы, а лишь количественные различия.
В 1906 году С. А. Суханов впервые описывает форму шизофрении, манифестирующей на фоне алкогольного психоза, чаще в виде делириозного помрачения сознания, у больных хроническим алкоголизмом. Спустя 3 года, в 1909 году, немецкий психиатр Карл Гретер издаёт свой труд «Dementia praecox mit Alcoholismuc chronicus», в котором описал данную форму психической патологии, и болезнь получила название шизофрения Гретера. В историческом аспекте данная форма шизофрении не является простым сочетанием шизофрении и алкоголизма, а включает именно те случаи, когда шизофрения манифестирует алкогольным психозом. Шизофрения при наличии хронического алкоголизма обычно начинается позже и протекает «мягче».
Популяризировал психоаналитические идеи З. Фрейда и его последователей (А. Адлера, В. Штекеля, К. Юнга и других), хотя вместе с тем отмечал, что в их теоретических построениях есть много неубедительного и спорного.
С. А. Суханов был одним из основателей «Журнала невропатологии и психиатрии имени С. С. Корсакова» (1901), а также журналов «Современная психиатрия» (1907), «Вопросы психиатрии и неврологии» (1912) и «Психиатрической газеты» (1914). Принимал активное участие в создании Русского союза психиатров и невропатологов (1911).
Опубликовал более двухсот научных работ и более тысячи рецензий.

## Основные труды

### Монографии
- Суханов С. А. Семиотика и диагностика душевных болезней. Часть I. — М.: «Типография М. Борисенко», 1904.
- Суханов С. А. Семиотика и диагностика душевных болезней. Часть II. — М.: «Товарищество типографии А. И. Мамонтова», 1905.
- Суханов С. А. О меланхолии. — СПб.: «Практическая медицина», 1906.
- Суханов С. А. Истерический характер и истерические проявления. — СПб.: «Практическая медицина», 1910.
- Суханов С. А. О психозах у близнецов. — М.: «Типолитография А. В. Васильева», 1910.
- Суханов С. А. Патологические характеры. — СПб.: «Типография 1–й Спб. Трудовой Артели», 1912.
- Суханов С. А. Душевные болезни. Руководство по частной психопатологии для врачей, юристов и учащихся. — СПб.: «Типография 1–й Спб. Трудовой Артели», 1914.

### Статьи
- Суханов С. А. Учение о нейронах в приложении к объяснению некоторых психических явлений // «Вопросы философии и психологии». — М., 1896, № 34, с. 365–395.
- Суханов С. А. О затяжном алкогольном бреде // «Русский врач». — СПб., 1903, № 28, с. 17–21.
- Суханов С. А. Об алкогольной паранойе // «Медицинское обозрение». — М., 1906, № 13, с. 100–105.
- Суханов С. А. О тревожно-мнительном характере // «Вопросы философии и психологии». — М., 1907, № 90, с. 679–689.
- Суханов С. А. Навязчивое психическое состояние и психомоторная сфера // «Вопросы философии и психологии». — М., 1908, № 91, с. 79–92.
- Суханов С. А. Психастении и навязчивое психическое состояние // «Вопросы философии и психологии». — М., 1908, № 93, с. 347–378.
- Суханов С. А. Патологическое резонёрство // «Вопросы философии и психологии». — М., 1909, № 97, с. 261–308.
- Суханов С. А. Патология морального чувства // «Вопросы философии и психологии». — М., 1912, № 111, с. 34–53.
- Суханов С. А. Патопсихология // «Новые идеи в философии». — СПб.: «Образование», 1913, № 10, с. 30–66.
- Суханов С. А. Подсознательное и его патология // «Вопросы философии и психологии». — М., 1915, № 128, с. 362–377.